# スティル・クルージン
『スティル・クルージン』 (Still Cruisin) は、1989年にリリースされたザ・ビーチ・ボーイズのアルバム。

## 解説
キャピトル・レコードへ復帰しての作品であり、予期しなかった「ココモ」のシングル・ヒットにより制作されたアルバム。急なアルバム制作だったことと、当時ブライアン・ウィルソンがソロ活動を重視していたこともあって、十分な数の新曲を用意できず、1960年代のヒット曲「アイ・ゲット・アラウンド」「素敵じゃないか」「カリフォルニア・ガールズ」を再収録している。しかし「ココモ」大ヒットの影響もあり、ゴールド・ディスクを獲得した。

## 曲目
1. スティル・クルージン - Still Cruisin' (Mike Love/ Terry Melcher) 3:35
2. サムホエア・ニア・ジャパン - Somewhere Near Japan (Bruce Johnston/Mike Love/Terry Melcher/ John Phillips) 4:48
3. アイランド・ガール - Island Girl (Al Jardine) 3:49
4. イン・マイ・カー - In My Car (Brian Wilson/ Eugene E. Landy/Alexandra Morgan) 3:21
5. ココモ -  Kokomo (Mike Love/ Scott McKenzie/Terry Melcher/John Phillips) 3:35
6. ワイプ・アウト - Wipe Out (Bob Berryhill/ Pat Connolly/ Jim Fuller/Ron Wilson) 4:00
7. メイク・イット・ビッグ - Make It Big (Mike Love/ Bob House/Terry Melcher) 3:08
8. アイ・ゲット・アラウンド - I Get Around (Brian Wilson/Mike Love) 2:09
9. 素敵じゃないか - Wouldn't It Be Nice (Brian Wilson/ Tony Asher) 2:22
  - Featuring alternative mono mix with more prominent lead vocal, due to original mix being temporarily lost
10. カリフォルニア・ガールズ -  California Girls (Brian Wilson/Mike Love) 2:35